# 卡雷尔·拉达
卡雷尔·拉达（捷克語：Karel Rada，1971年3月2日—），捷克男子足球运动员，司职后卫。他曾代表捷克国家队参加1996年和2000年欧洲足球锦标赛，其中1996年欧锦赛获得亚军。現為捷克國家女子足球隊總教練。